# Llista de dispositius amb Windows Phone 8.1
Aquesta és una llista de tots els dispositius que executen el sistema operatiu Microsoft Windows Phone 8.1.
A més dels socis existents de Windows Phone 8 HTC, Samsung i Huawei, Gionee, JSR,  Karbonn, LG, Lenovo, Longcheer,  XOLO, i ZTE, van signar per crear dispositius Windows Phone 8.1 a principis de 2014. Miia,  Micromax, Prestigio, Yezz, BLU, K-Touch i InFocus van ser nomenats posteriorment com a partners de maquinari més endavant durant l'any.
La divisió de dispositius de Nokia va ser adquirida per Microsoft a principis de 2014 i des de llavors ha estat reeditada com Microsoft Mobile. Microsoft Mobile va continuar publicant telèfons de marca Nokia amb Windows Phone fins que es va decidir una estratègia més clara per alinear les marques Microsoft i Nokia l'octubre de 2014. Això va ser per reemplaçar el nom de Nokia en futurs dispositius Lumia amb la marca Microsoft Lumia. El primer dispositiu llançat sense marca la de Nokia va ser el Lumia 535.

## Dispositius

### 480p de doble nucli
Els dispositius tenen un processador de doble nucli, una pantalla de 480p amb una resolució de 480x800 i un lector de targetes microSD.
| Producte            | Data de llançament | CPU (GHz)            | RAM (GB) | Emmagatzematge (GB) | Pantalla | Pantalla | Càmera (MP) | Càmera (MP) |
| Producte            | Data de llançament | CPU (GHz)            | RAM (GB) | Emmagatzematge (GB) | Mida (″) | Tipus    | Posterior   | Frontal     |
| ------------------- | ------------------ | -------------------- | -------- | ------------------- | -------- | -------- | ----------- | ----------- |
| Acer Liquid M220    | Abril de 2015      | Snapdragon 200 (1.2) | 0.5 1    | 4 8                 | 40,0     | TN LCD   | 5           | 2           |
| Hisense Nana        | Agost de 2014      | Snapdragon 200 (1.2) | 0.5      | 4                   | 50,0     | TN LCD   | 2           | N/D         |
| Microsoft Lumia 430 | Abril de 2015      | Snapdragon 200 (1.2) | 1        | 8                   | 40,0     | TN LCD   | 2           | 0.3         |
| Microsoft Lumia 435 | Febrer de 2015     | Snapdragon 200 (1.2) | 1        | 8                   | 40,0     | TN LCD   | 2           | 0.3         |

### Quad-core 480p
Aquests dispositius tenen processadors de quatre nuclis, pantalles de 480p amb resolució 480x800 o 480x854 i lectors de targetes microSD. Els dispositius utilitzen processadors Snapdragon 200, 400 o 410.
| Producte                                           | Data de llançament | CPU (GHz)            | RAM (GB) | Emmagatzematge (GB) | Pantalla | Pantalla           | Càmera (MP) | Càmera (MP) |
| Producte                                           | Data de llançament | CPU (GHz)            | RAM (GB) | Emmagatzematge (GB) | Mida (″) | Tipus              | Posterior   | Frontal     |
| -------------------------------------------------- | ------------------ | -------------------- | -------- | ------------------- | -------- | ------------------ | ----------- | ----------- |
| Alcatel One Touch Pixi 3(4)                        | Març de 2015       | 1.1                  | 0.5      | 4                   | 4        | TFT                | 2 5         | 0.3 1.3     |
| Alcatel One Touch Pixi 3(4.5)                      | Març de 2015       | 1.1                  | 1        | 4                   | 45,0     | TFT                | 8           | 2           |
| Alcatel One Touch Pixi 3(5)                        | Març de 2015       | 1.1                  | 1        | 4 8                 | 50,0     | TFT                | 8           | 2           |
| Alcatel One Touch Pop 2(4)                         | Gener de 2015      | Snapdragon 410 (1.2) | 1        | 4                   | 4        | Pantalla IPS       | 5           | 0.3         |
| Alcatel One Touch Pop 2(4.5)                       | Gener de 2015      | Snapdragon 410 (1.2) | 1        | 8                   | 45,0     | Pantalla IPS       | 5           | 0.3         |
| Allview Impera M                                   | Novembre de 2014   | Snapdragon 200 (1.2) | 0.5      | 8                   | 40,0     | TFT                | 5           | 0.3         |
| Archos Cesium 40                                   | Setembre de 2014   | Snapdragon 200 (1.2) | 0.5      | 4                   | 40,0     | TN LCD             | 5           | 0.3         |
| Banglalink Aamra A10B                              | Setembre de 2015   | Snapdragon 200 (1.3) | 1        | 8                   | 40,0     | TN LCD             | 5           | 0.3         |
| BLU Win Jr.                                        | Setembre de 2014   | Snapdragon 200 (1.2) | 0.5      | 4                   | 40,0     | TN LCD             | 5           | 0.3         |
| BLU Win Jr. LTE                                    | Maig de 2015       | Snapdragon 410 (1.2) | 0.5 1    | 4 8                 | 45,0     | IPS LCD            | 5           | 0.3         |
| Bush Eluma B1                                      | Octubre de 2014    | 1.2                  | 0.5      | 4                   | 40,0     | TN LCD             | 5           | 0.3         |
| Celkon Win 400                                     | Novembre de 2014   | Snapdragon 200 (1.3) | 0.5      | 4                   | 40,0     | Pantalla IPS       | 5           | 1.3         |
| Cherry Mobile Alpha Style                          | Setembre de 2014   | Snapdragon 200 (1.2) | 0.5      | 4                   | 40,0     | Pantalla IPS       | 5           | 0.3         |
| Condor Griffe W1                                   | Juny de 2015       | Snapdragon 200 (1.2) | 1        | 8                   | 40,0     | Pantalla IPS       | 5           | 0.3         |
| Danew Konnect W40                                  | Setembre de 2014   | Snapdragon 200 (1.2) | 0.5      | 4                   | 40,0     | TN LCD             | 5           | 0.3         |
| Edcon Verssed W1                                   | Desembre de 2014   | Snapdragon 200 (1.2) | 0.5      | 4                   | 40,0     | TN LCD             | 5           | 0.3         |
| Fly IQ400W Era                                     | Setembre de 2014   | Snapdragon 200 (1.2) | 0.5      | 4                   | 40,0     | Pantalla IPS       | 5           | 0.3         |
| Highscreen WinJoy                                  | Octubre de 2014    | Snapdragon 200 (1.2) | 0.5      | 4                   | 40,0     | TN LCD             | 5           | 0.3         |
| Highscreen WinWin                                  | Octubre de 2014    | Snapdragon 200 (1.2) | 0.5      | 4                   | 40,0     | TN LCD             | 5           | 0.3         |
| iBall Andi 4L Pulse                                | Desembre de 2014   | Snapdragon 200 (1.2) | 1        | 4                   | 40,0     | TFT                | 5           | 2           |
| Innos A40B                                         | Març de 2015       | Snapdragon 200 (1.2) | 0.5      | 4                   | 40,0     | TFT                | 5           | 0.3         |
| Karbonn Titanium Wind W4                           | Setembre de 2014   | Snapdragon 200 (1.2) | 0.5      | 4                   | 40,0     | TN LCD             | 5           | 0.3         |
| KAZAM Thunder 340W                                 | Desembre de 2014   | 1.2                  | 0.5      | 4                   | 40,0     | Pantalla IPS       | 5           | 0.3         |
| K-touch 5703A                                      | Abril de 2015      | 1.2                  | 0.5      | 8                   | 45,0     | Pantalla IPS       | 5           | 0.3         |
| K-touch E8                                         | Març de 2015       | 1.2                  | 0.5      | 4                   | 40,0     | Pantalla IPS       | 5           | 0.3         |
| K-touch 5757A                                      | Març de 2015       | 1.2                  | 0.5      | 4                   | 45,0     | TFT                | 5           | 0.3         |
| Lanix Ilium W250                                   | Juliol de 2015     | Snapdragon 200 (1.2) | 1        | 8                   | 40,0     | Pantalla IPS       | 5           | 1           |
| Lava Iris Win1                                     | Desembre de 2014   | Snapdragon 200 (1.2) | 1        | 8                   | 40,0     | TN LCD             | 5           | 0.3         |
| HTC One M8                                         |                    |                      |          |                     |          |                    |             |             |
| LG Lancet                                          | Maig de 2015       | Snapdragon 410 (1.2) | 1        | 8                   | 45,0     | TFT LCD            | 8           | 0.3         |
| Micromax Canvas Win W092                           | Setembre de 2014   | Snapdragon 200 (1.2) | 1        | 8                   | 40,0     | Pantalla IPS       | 5           | 0.3         |
| Microsoft Lumia 532                                | Febrer de 2015     | Snapdragon 200 (1.2) | 1        | 8                   | 40,0     | TN LCD             | 5           | 0.3         |
| Nokia Lumia 530                                    | Agost de 2014      | Snapdragon 200 (1.2) | 0.5      | 4                   | 40,0     | TN LCD             | 5           | N/D         |
| Sèrie Nokia Lumia 630 (inclou 630, 635, 636 i 638) | Maig de 2014       | Snapdragon 400 (1.2) | 0.5 1    | 8                   | 45,0     | ClearBlack IPS LCD | 5           | N/D         |
| Pinnacle Proline SP4                               | Gener de 2015      | Snapdragon 200 (1.2) | 0.5      | 4                   | 40,0     | TN LCD             | 5           | 0.3         |
| Polaroid Advance 4                                 | Gener de 2015      | 1.2                  | 0.5      | 4                   | 40,0     | TN LCD             | 5           | 0.3         |
| Prestigio MultiPhone 8400 DUO                      | Agost de 2014      | Snapdragon 200 (1.2) | 0.5      | 4                   | 40,0     | Pantalla IPS       | 8           | 0.3         |
| QMobile W1                                         | Maig de 2015       | Snapdragon 200 (1.2) | 0.5      | 4                   | 40,0     | Pantalla IPS       | 5           | 0.3         |
| Q-Smart Storm W408                                 | Agost de 2014      | Snapdragon 200 (1.2) | 0.5      | 4                   | 40,0     | Pantalla IPS       | 5           | 0.3         |
| Q-Smart Storm W510                                 | Agost de 2014      | Snapdragon 200 (1.2) | 1        | 4                   | 50,0     | Pantalla IPS       | 8           | 2           |
| Q-Smart Storm W410                                 | Agost de 2014      | Snapdragon 200 (1.2) | 1        | 4                   | 40,0     | Pantalla IPS       | 5           | 0.3         |
| Tempo Onix 4                                       | Febrer de 2015     | 1.2                  | 0.5      | 4                   | 40,0     | TN LCD             | 5           | 0.3         |
| Yezz Billy 4.0                                     | Octubre de 2014    | Snapdragon 200 (1.2) | 0.5      | 4                   | 40,0     | Pantalla IPS       | 8           | 1.3         |

### Quad-core 540p
El Microsoft Lumia 535 compta amb un processador de quatre nuclis Snapdragon 200, una pantalla QHD a resolució de 540x960 i un lector de targetes microSD.
| Producte            | Data de llançament | CPU (GHz)            | RAM (GB) | Emmagatzematge (GB) | Pantalla | Pantalla     | Càmera (MP) | Càmera (MP) |
| Producte            | Data de llançament | CPU (GHz)            | RAM (GB) | Emmagatzematge (GB) | Mida (″) | Tipus        | Posterior   | Frontal     |
| ------------------- | ------------------ | -------------------- | -------- | ------------------- | -------- | ------------ | ----------- | ----------- |
| Microsoft Lumia 535 | Novembre de 2014   | Snapdragon 200 (1.2) | 1        | 8                   | 50,0     | Pantalla IPS | 5           | 5           |

### Quad-core 720p
Aquests dispositius tenen processadors de quatre nuclis, pantalles de 720p amb una resolució de 720x1280 i lectors de targetes microSD. Els dispositius utilitzen processadors Snapdragon 200, 400 o 410.
- QMobile | Milestone 2 (A953)[54]

| Producte                                                                          | Data de llançament   | CPU (GHz)                | RAM (GB) | Emmagatzematge (GB) | Pantalla     | Pantalla           | Càmera (MP) | Càmera (MP) |
| Producte                                                                          | Data de llançament   | CPU (GHz)                | RAM (GB) | Emmagatzematge (GB) | Mida (″)     | Tipus              | Posterior   | Frontal     |
| --------------------------------------------------------------------------------- | -------------------- | ------------------------ | -------- | ------------------- | ------------ | ------------------ | ----------- | ----------- |
| Allview Impera I                                                                  | Agost de 2014        | Snapdragon 200 (1.2)     | 1        | 8                   | 47,0         | Pantalla IPS       | 8           | 2           |
| Allview Impera S                                                                  | Agost de 2014        | Snapdragon 200 (1.2)     | 1        | 8                   | 50,0         | Pantalla IPS       | 8           | 2           |
| BLU Win HD                                                                        | Setembre de 2014     | Snapdragon 200 (1.2)     | 1        | 8                   | 50,0         | Pantalla IPS       | 8           | 2           |
| BLU Win HD LTE                                                                    | Abril de 2015        | Snapdragon 410 (1.2)     | 1        | 8                   | 50,0         | Pantalla IPS       | 8           | 2           |
| Cherry Mobile Alpha Luxe                                                          | Setembre de 2014     | Snapdragon 200 (1.2)     | 1        | 8                   | 50,0         | Pantalla IPS       | 8           | 2           |
| Cherry Mobile Alpha Neon                                                          | Març de 2015         | Snapdragon 200 (1.2)     | 1        | 4                   | 50,0         | Pantalla IPS       | 8           | 2           |
| Cherry Mobile Alpha View                                                          | Març de 2015         | Snapdragon 200 (1.2)     | 1        | 8                   | 60,0         | Pantalla IPS       | 8           | 2           |
| Danew Konnect W50                                                                 | Setembre de 2014     | Snapdragon 200 (1.2)     | 1        | 8                   | 50,0         | Pantalla IPS       | 8           | 2           |
| Dexp Ixion W 5                                                                    | Febrer de 2015       | Snapdragon 200 (1.2)     | 1        | 8                   | 50,0         | Pantalla IPS       | 8           | 2           |
| Colors Mobile Win W10                                                             | Febrer de 2015       | Snapdragon 200 (1.2)     | 1        | 4                   | 47,0         | Pantalla IPS       | 8           | 2           |
| eSense Q47                                                                        | Novembre de 2014     | Snapdragon 200 (1.2)     | 1        | 4                   | 47,0         | Pantalla IPS       | 8           | 2           |
| FPT Win                                                                           | Novembre de 2014     | Snapdragon 200 (1.2)     | 1        | 8                   | 50,0         | Pantalla IPS       | 8           | 2           |
| FreeTel Ninja                                                                     | Juny de 2015         | 1.2                      | 1        | 8                   | 50,0         | Pantalla IPS       | 8           | 2           |
| Goclever Insignia 500 WIN                                                         | Agost de 2015        | 1.3                      | 1        | 8                   | 50,0         | Pantalla IPS       | 8           | 2           |
| Hisense MIRA6                                                                     | Agost de 2014        | Snapdragon 200 (1.2)     | 1        | 8                   | 50,0         | Pantalla IPS       | 8           | 5           |
| Agost de 2014                                                                     | Snapdragon 200 (1.2) | 1                        | 8        | 50,0                | Pantalla IPS | 8                  | 5           |             |
| IM HI M1010                                                                       | Agost de 2015        | Snapdragon 200 (1.2)     | 1        | 8                   | 50,0         | Pantalla IPS       | 5           | 2           |
| Innos i62SE                                                                       | Març de 2015         | Snapdragon 200 (1.2)     | 1        | 8                   | 50,0         | OGS                | 8           | 2           |
| Innos i7 series (includes i7 and i7b)                                             | Agost de 2014        | 1.2                      | 1        | 8                   | 47,0         | Pantalla IPS       | 8           | 2           |
| Innos M54TE                                                                       | Març de 2015         | 1.2                      | 1        | 8                   | 50,0         | Pantalla IPS       | 8           | 2           |
| KAZAM Thunder 450W                                                                | Juny de 2015         | Snapdragon 200 (1.2)     | 1        | 8                   | 50,0         | Pantalla IPS       | 8           | 2           |
| KAZAM Thunder 450WL                                                               | Juny de 2015         | Snapdragon 410 (1.2)     | 1        | 8                   | 50,0         | Pantalla IPS       | 8           | 2           |
| K-touch 5705A                                                                     | Abril de 2015        | Snapdragon 200 (1.2)     | 1        | 8                   | 50,0         | Pantalla IPS       | 8           | 2           |
| Kruger&Matz Soul 2                                                                | Març de 2015         | Snapdragon 200 (1.2)     | 1        | 8                   | 47,0         | Pantalla IPS       | 8           | 2           |
| Sèrie Lumia 730 (incloent Nokia Lumia 730, Nokia Lumia 735 i Microsoft Lumia 735) | Setembre de 2014     | Snapdragon 400 (1.2)     | 1        | 8                   | 47,0         | ClearBlack AMOLED  | 6.7         | 5           |
| Micromax Canvas Win W121                                                          | Agost de 2014        | Snapdragon 200 (1.2)     | 1        | 8                   | 50,0         | Pantalla IPS       | 8           | 2           |
| Microsoft Lumia 540                                                               | Abril de 2015        | Snapdragon 200 (1.2)     | 1        | 8                   | 50,0         | ClearBlack IPS LCD | 8           | 5           |
| Microsoft Lumia 640                                                               | Abril de 2015        | Snapdragon 400 (1.2)     | 1        | 8                   | 50,0         | ClearBlack IPS LCD | 8           | 1           |
| Microsoft Lumia 640 XL                                                            | Abril de 2015        | Snapdragon 400 (1.2)     | 1        | 8                   | 57,0         | ClearBlack IPS LCD | 13          | 5           |
| Miia Phone iimotion MWP-47                                                        | Setembre de 2014     | Snapdragon 200 (1.2)     | 1        | 8                   | 47,0         | Pantalla IPS       | 8           | 2           |
| Mobell Nova Windows                                                               | Setembre de 2014     | Snapdragon 200 (1.2)     | 1        | 8                   | 50,0         | Pantalla IPS       | 8           | 2           |
| Mouse Computer MADOSMA Q501                                                       | Juny de 2015         | Snapdragon 410 (1.2)     | 1        | 16                  | 50,0         | Pantalla IPS       | 8           | 2           |
| My Go GoPhone GFW47                                                               | Desembre de 2014     | Snapdragon 200 (1.2)     | 1        | 8                   | 47,0         | Pantalla IPS       | 8           | 2           |
| NGM Harley-Davidson                                                               | Setembre de 2014     | Snapdragon 400 (1.2)     | 1        | 8 16                | 50,0         | Pantalla IPS       | 8           | 2           |
| Nokia Lumia 830                                                                   | Setembre de 2014     | Snapdragon 400 (1.2)     | 1        | 16                  | 50,0         | ClearBlack IPS LCD | 10          | 0.9         |
| Polaroid Advance 5                                                                | Setembre de 2014     | 1.2                      | 1        | 16                  | 50,0         | ClearBlack IPS LCD | 10          | 0.9         |
| Prestigio MultiPhone 8500 DUO                                                     | Juliol de 2014       | Snapdragon 200 (1.2)     | 1        | 8                   | 50,0         | Pantalla IPS       | 8           | 2           |
| Q-Smart Dream W473                                                                | Agost de 2014        | Snapdragon 200 (1.2)     | 1        | 4                   | 47,0         | Pantalla IPS       | 8           | 2           |
| Q-Smart Storm W610                                                                | Agost de 2014        | Snapdragon 200 (1.2)     | 1        | 8                   | 60,0         | Pantalla IPS       | 8           | 2           |
| Ramos Q7                                                                          | Maig de 2015         | Snapdragon 200 (1.2)     | 1        | 16                  | 70,0         | Pantalla IPS       | 5           | 2           |
| TrekStor WinPhone 4.7 HD                                                          | Març de 2015         | Snapdragon 200 (1.2)     | 1        | 8                   | 47,0         | Pantalla IPS       | 8           | 2           |
| Xolo Win Q1000                                                                    | Febrer de 2015       | Snapdragon 200 (1.2)     | 1        | 8                   | 5            | Pantalla IPS       | 8           | 2           |
| Xolo Win Q900s                                                                    | Juliol de 2014       | Snapdragon 200 (1.2)     | 1        | 8                   | 47,0         | Pantalla IPS       | 8           | 2           |
| Yezz Billy 4.7                                                                    | Octubre de 2014      | Snapdragon 200 (1.2)     | 1        | 8                   | 47,0         | Pantalla IPS       | 8           | 2           |
| Yezz Billy 5s LTE                                                                 | Juny de 2015         | Snapdragon 400/410 (1.2) | 1        | 8                   | 5            | Pantalla IPS       | 13          | 5           |
| Yezz Monaco 47                                                                    | Desembre de 2014     | Snapdragon 200 (1.2)     | 1        | 8                   | 47,0         | Pantalla IPS       | 13.1        | 5           |

### Quad-core 1080p
Aquests dispositius tenen processadors de quatre nuclis i pantalles de 1080p a una resolució de 1080x1920. El Nokia Lumia 930 no té un lector de targetes microSD i utilitza un xipset Snapdragon 800, mentre que l'HTC One (M8) amb Windows Phone inclou un lector de targetes i utilitza un xip Snapdragon 801.
| Producte        | Data de llançament | CPU (GHz)            | RAM (GB) | Emmagatzematge (GB) | Pantalla | Pantalla          | Càmera (MP) | Càmera (MP) |
| Producte        | Data de llançament | CPU (GHz)            | RAM (GB) | Emmagatzematge (GB) | Mida (″) | Tipus             | Posterior   | Frontal     |
| --------------- | ------------------ | -------------------- | -------- | ------------------- | -------- | ----------------- | ----------- | ----------- |
| HTC One (M8)    | Agost de 2014      | Snapdragon 801 (2.3) | 2        | 32                  | 50,0     | S-LCD 3           | 4           | 5           |
| Nokia Lumia 930 | Juliol de 2014     | Snapdragon 800 (2.2) | 2        | 32                  | 50,0     | ClearBlack AMOLED | 20          | 1.2         |